# Bà Rịa – Vũng Tàu
Bà Rịa - Vũng Tàu este o provincie în Vietnam. Capitala prefecturii este orașul Bà Rịa.

## Județ
- Bà Rịa
- Vũng Tàu
- Châu Đức
- Côn Đảo
- Đất Đỏ
- Long Điền
- Tân Thành
- Xuyên Mộc

1. ↑   (PDF) https://monre.gov.vn/VanBan/Lists/VanBanChiDao/Attachments/3012/b4.5_Signed.pdf Lipsește sau este vid: |title= (ajutor)
2. ↑   https://www.gso.gov.vn/en/px-web/?pxid=E0201&theme=Population%20and%20Employment Lipsește sau este vid: |title= (ajutor)
3. ↑   https://mabuuchinh.vn/ Lipsește sau este vid: |title= (ajutor)
4. ↑   http://postcode.vn/ Lipsește sau este vid: |title= (ajutor)